# Jogos do Extremo Oriente de 1921
Os Jogos do Extremo Oriente de 1921 foram a quinta edição do evento multiesportivo, que ocorreu em Shanghai, na China, país vencedor da edição.

## Participantes
Três países participaram do evento:
- China
- Filipinas
- Japão